# Thượng Trưng
Thượng Trưng là một xã thuộc huyện Vĩnh Tường, tỉnh Vĩnh Phúc, Việt Nam.
Xã có diện tích 5,99 km², dân số năm 1999 là 7771 người, mật độ dân số đạt 1297 người/km².